# Ин Кінвай
Ин Кінвай (англ. Ng Kin-wai, кант. 伍健偉, трансліт. ng5gin6wai5; нар.6 вересня 1995), також відомий на прізвисько «Містер К» — член партії Tin Shui Wai Connection і колишній член виборчого округу Кінгсвуд району Юен Лонг. 
За участь Ина у продемократичних праймеріз у Гонконзі 2020 року його було заарештовано в січні 2021 разом із понад 50 іншими активістами за звинуваченнями в порушенні закону національної безпеки. Склавши повноваження члена районної ради 10 травня 2021 року, наразі він перебуває у в'язниці.

## Життєпис
Ин Кінвай виріс у районі Юен Лонг і працював у банківській сфері. Після інциденту атак у Юен Лонг він став вважати, що прокитайські члени монополізували районну раду і не відповідали на думку людей по основним питанням. Він і ще декілька людей на онлайн-платформі Tin Shui Wai сформували партію «Tin Shui Wai Connection», щоб конкурувати на виборах районної ради Гонконгу проти пропекінських членів ради в 2019 році.
Кінвай взяв участь у виборах районної ради Гонконгу в 2019 році та балотувався від виборчого округу Кінгсвуд-Норт проти пропекінського радника Лі Юетмана. Зрештою Кінвай набрав 4371 голос (49,9 %), перемігши свого конкурента Лі Юеміна, який отримав 4206 голосів (48,0 %), і іншого незалежного кандидата Тао Хаосюня, який отримав лише 177 голосів (2,0 %).
З 1 січня 2020 року до 9 травня 2021 Кінвай був членом районної ради Юен Лонг. 10 травня 2021 року його заарештували за участь у праймеріз, через що він склав повноваження, тим самим закінчивши своє членство у Районній раді.

## Діяльність у Районній раді

### Слідкування за інцидентом атак у Юен Лонг
Перед виборами в окружну раду Гонконгу в 2019 році різні продемократичні члени районної ради Юен Лонг голосували і неодноразово вимагали подальшого розслідування обставин інциденту атак у Юен Лонг. Однак пропекінські члени ради, які складали більшість районної ради голосували проти або утримувалися, в результаті чого пропозиція була відхилена. Однак після виборів 2019 року продемократичний табір отримав більшість місць у районній раді Юен Лонг, тож 7 січня 2020 року деякі члени ради запропонували створити робочу групу розслідування нападів, зловживань поліції та невибіркових арештів та звинувачень.

### Запит на лайки на сторінці Facebook
Увечері 26 серпня 2020 року Кінвай опублікував пост на своїй особистій сторінці у Facebook де він зазначив що він мав менше лайків ніж його пропекінський конкурент Хо Джун Йо. «Якщо моя сторінка матиме менше прихильників, ніж Хо Джун Йо (138 542 лайків), я піду у відставку і я ніколи не буду займатися будь-якою політичною роботою в майбутньому» і «Якщо я не зможу отримати результат від людей Гонконгу через тиждень, я піду у відставку і ніколи більше не буду займатися політикою», написав він. Цей пост викликав протилежний ефект, і більшість громадян не підтримали Кінвая, заявивши, що вони ним розчаровані, і що його поведінка була дитячою і він грозив громадською думкою про себе. Хоча більшість користувачів інтернетру не підтримали його дії, вони все одно сильно просунули його на Facebook аби він зберіг своє місце у раді. Лише через два дні кількість лайків на його сторінці перевищила 140 000, тож йому не довелося стати першим окружним радником Гонконгу, який пішов у відставку через недостатню кількість лайків.

### Арешт
Включно з Ин Кінваєм, щонайменше 53 продемократичних активістів було заарештовано вранці 6 січня 2021 року за їхню організацію та участь у праймеріз. Кінвай був звільнений під заставу 7 січня, але потім заставу скасували в березні того ж року.